# پترزویل (نیوجرسی)
پترزویل (به انگلیسی: Pottersville) یک منطقهٔ مسکونی در ایالات متحده آمریکا است که در بدمینستر، نیوجرسی واقع شده‌است. پترزویل ۷۴٫۰۷ متر بالاتر از سطح دریا واقع شده‌است.